# 鶴五
杜鵑座γ，又名CP-58 8062，HD 219571、SAO 247814、HR 8848，是杜鵑座的一颗恒星，视星等为3.99，位于銀經324.3，銀緯-54.82，其B1900.0坐标为赤經23h 11m 35.7s，赤緯-58° -54.82′ 2″。